# Pont Hochmosel
Le pont Hochmosel (en allemand Hochmoselbrücke) est un pont, long de 1 700 mètres, qui traverse la vallée de la Moselle entre les villages d'Ürzig et de Zeltingen-Rachtig, dans le Land de Rhénanie-Palatinat.
Le pont est considéré comme le Viaduc de Millau allemand, et représente le plus grand viaduc en acier d'Allemagne.

## Construction
La construction de ce pont répond à un besoin d'améliorer la liaison entre le Benelux et le pôle urbain de Francfort. La Bundesstraße 50, dans son tracé, est arrêtée par la vallée profondément encaissée de la Moselle. Le pont permet un gain de temps important sur le tracé. La totalité du projet autoroutier revient environ à 456 millions d'euros (260 millions prévus initialement), dont 170 millions pour le pont seul ; le retard pris dans la construction (deux années) a entraîné un surcoût d'environ 81 millions d'euros.
La construction a commencé par la coulée des dix piles par l’entreprise autrichienne Porr ; les fondations en atteignent cinquante mètres de profondeur. Eiffage construction métallique a pris la suite pour le lançage du tablier ; les éléments, préfabriqués, arrivent des usines de Lauterbourg et de Hanovre. Démarrée en 2011, la fin de la construction est prévue pour fin 2019. L'ouverture à la circulation a lieu le 21 novembre 2019 à 13 heures.

## Caractéristiques
Le pont achevé mesure 1 700 mètres de longueur et culmine à 155 mètres au-dessus de la rivière

## Polémiques liées à la construction
L'ingénieur Rafig Azzam a mis en garde les concepteurs du pont ; selon lui, les pentes de la vallée de la Moselle présentent un grand risque d'instabilité et le risque d'effondrement de l'ouvrage n'est pas nul. Ces inquiétudes rejoignent celles exprimées par le géologue Jean-Frank Wagner, de l'université de Trèves,.
Par ailleurs, le pont est très décrié pour l'impact visuel qu'il a, particulièrement au milieu de cette région de vignes très réputées.